# المقبس الذكي
iSocket هي علامة تجارية للأجهزة الذكية تم إنشاؤها بواسطة iSocket Systems في عام 2010. ترسل iSocket رسالة نصية إلى المستخدم في حالة انقطاع التيار الكهربائي أو أحداث أخرى في مكان بعيد ، مثل التغيرات في درجات الحرارة أو تسرب المياه أو الغاز.
تم إنشاء iSocket (والتي تعني «المقبس الذكي») في عام 2010 من قبل Denis Sokol ، الرئيس التنفيذي لشركة iSocket Systems ، وهي شركة من فاركوس ، فنلندا . يدعي سوكول أن iSocket كان أول مقبس ذكي لتنبيهات انقطاع التيار الكهربائي في العالم.
يعتبر iSocket جزءًا من إنترنت الأشياء ، وكان أحد الفائزين في برنامج Thread Group Innovation Enabler للمنازل المتصلة في الربع الثالث من عام 2015.
بينما تعتمد معظم أجهزة التشغيل الآلي للمنزل على شبكة Wi-Fi لجهاز التوجيه المنزلي ، يستخدم iSocket راديوًا خلويًا وبطاقة SIM عادية. يحتوي أيضًا على بطارية احتياطية صغيرة بحيث يمكن أن تظل تعمل بالطاقة لفترة كافية لتغيير المستخدم في حالة انقطاع التيار الكهربائي. يمكن أن يشتمل المقبس على مستشعر درجة الحرارة لمراقبة درجة الحرارة خلال موسم البرد لتجنب الأنابيب المجمدة. كما أنه يرسل رسالة عند استعادة الطاقة. iSocket يجعل من الممكن تشغيل وإيقاف الطاقة برسالة SMS أو مكالمة هاتفية.
يمكن توصيل مستشعرات الحركة والأبواب والدخان والحرارة والغاز بـ iSocket داخل Ceco Home ، وهو نظام المراقبة المنزلية للشركة.

## روابط خارجية
- iSocket World